# Religioni in Namibia

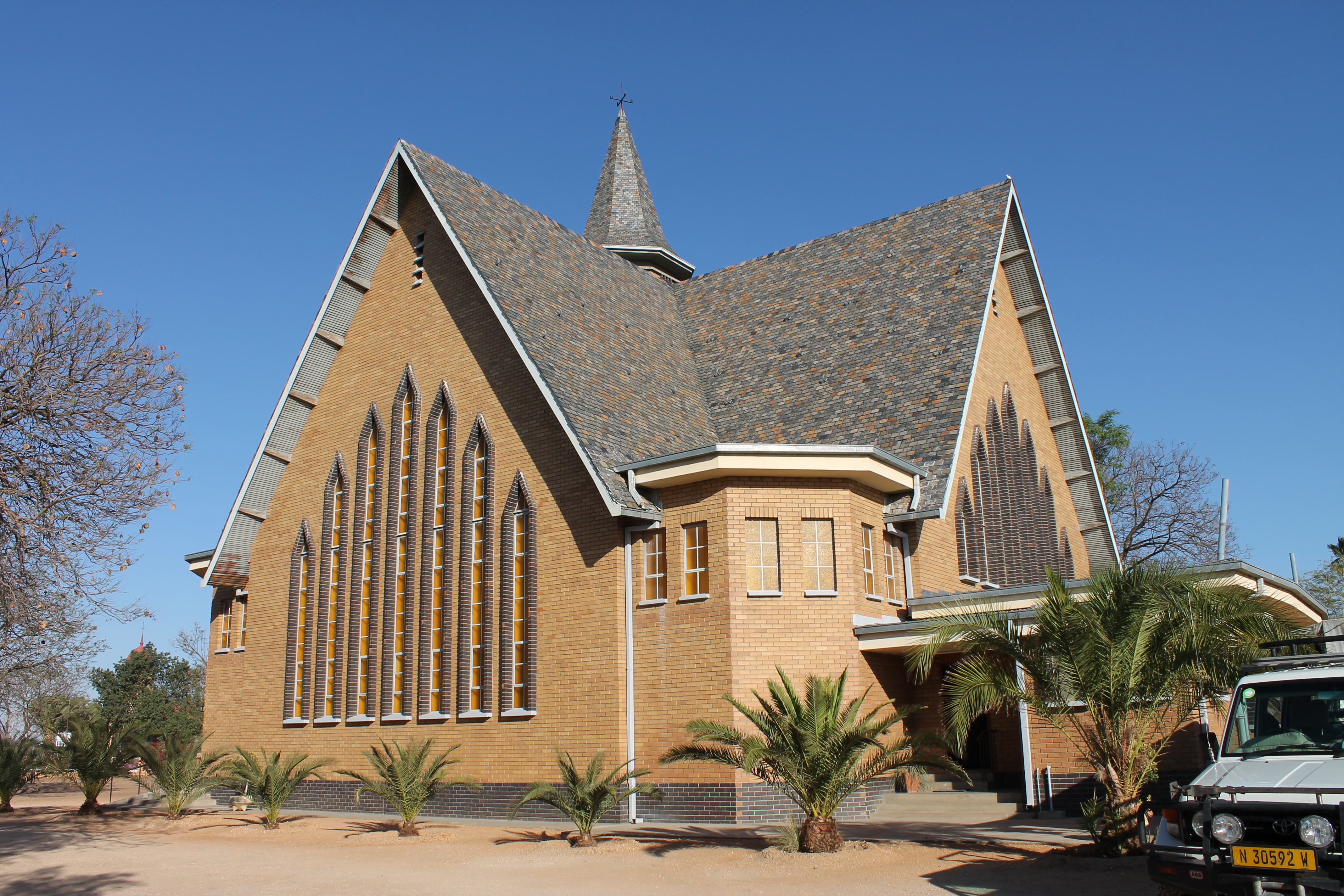
Una chiesa cristiana a Otjiwarongo.

Più del 90% dei cittadini namibiani si auto-identificano come cristiani; il più grande di questi gruppi è costituito dalla chiesa luterana la quale è a sua volta suddivisa in tre sottogruppi. Il più ampio di essi è la Chiesa evangelica luterana di Namibia (Elcin), cresciuta grazie al lavoro svolto dalla missione evangelica luterana finlandese (in precedenza nota come "Società missionaria finlandese") che ha iniziato la sua opera attorno al 1870 tra le persone ovambo e kavango (popolo).
La Chiesa Luterana Evangelica nella Repubblica della Namibia (ELCRN), cresciuta grazie al lavoro della "Società missionaria renana" proveniente dalla Germania, che ha iniziato ad operar nel settore nel 1842; infine la Chiesa evangelica luterana di lingua tedesca in Namibia(la "German Evangelical Lutheran Church (ELCIN-GELC)"). Nel 2007 le tre chiese hanno stabilito un "Consiglio unito delle chiese luterane in Namibia", con l'obiettivo finale di riunificarsi in un'unica chiesa.
La seconda più grande tra le denominazioni cristiane è quella data dal cattolicesimo romano. Fra le minoranze della popolazione vi sono affiliati alla Chiesa anglicana, al Battismo, alla Chiesa metodista, alla Chiesa di Gesù Cristo dei Santi degli ultimi giorni (i Mormoni), alla chiesa neo-apostolica, alla chiesa cristiana avventista del settimo giorno, ai seguaci di William M. Branham, oltre ad un certo numero di cosiddette chiese sioniste (una miscela di credenze tradizionali delle religioni africane) e del pentecostalismo.
La chiesa riformata olandese della Namibia è prevalentemente composta da membri facenti parte del gruppo etnico degli afrikaner; mentre i gruppi etnici degli himba e dei San (popolo) - costituenti rispettivamente meno dell'1 e del 3% dell'intera popolazione - praticano religioni indigene.
Altre religioni praticate nel paese sono l'Islam, l'ebraismo, il buddhismo e la fede Bahá'í. I praticanti di questi gruppi religiosi sono in prevalenza immigrati, loro discendenti o convertiti recenti; essi risiedono principalmente nelle aree a più alta densità urbana. I musulmani in Namibia seguono quasi esclusivamente il sunnismo, mentre le stime sul loro numero totale variano da meno dell'1 al 3% del totale. La comunità ebraica conta all'incirca appena un centinaio di membri; coloro che professano apertamente l'ateismo sono relativamente pochi.
Vari gruppi missionari operano nel paese. La carta costituzionale prevede la libertà di religione ed il governo rispetta generalmente questo diritto anche nella pratica. Il dipartimento statunitense non ha ricevuto segnalazioni di abusi o discriminazioni basate sul credo religioso o sulla sua pratica nel primo decennio degli anni 2000.

## Controversie
È stato riportato che alti funzionari della chiesa evangelica luterana e semplici pastori in Namibia sono coinvolti nella cattiva gestione dei fondi della chiesa per svariati milioni di dollari namibiani. Molti pastori sono stati coinvolti in truffe e altre attività criminali gravi come lo stupro, l'introduzione di denaro falso per svariati milioni di dollari. Ciò ha condotto ad un grave degrado spirituale e morale dell'ambiente religioso negli stessi leader della chiesa. Il governo della Namibia si è proposto di indagare e combattere tali pratiche illegali in modo da mantenere l'integrità, la dignità, lo scopo stimato e gli standard elevati di tali istituzioni religiose all'interno del corpo sociale.